# HAL HJT-36 Sitara
HAL HJT-36 Sitara — индийский реактивный учебно-тренировочный самолёт.
Предполагается закупка от 200 до 250 HJT-36 для замены индийских УТС HJT-16 Kiran в ВВС и ВМС Индии.
Главным конкурентом HJT-36 является британский УТС BAE Hawk, заказанный вооруженными силами Индии в количестве 143 единиц (66 в 2004 году, 57 в 2010 году и 20 в 2012 году).

## История
В июле 1999 года правительство Индии выделило 42 млн долларов на разработку реактивного учебно-тренировочного самолёта, предназначенного для замены устаревших УТС HJT-16 Kiran.
В течение следующих 20 месяцев был построен первый прототип, который оснащался французским двигателем Snecma Larzac 04-30, французско-британской авионикой и российским катапультным креслом «Звезда» K36CT. Прототип совершил свой первый полёт 7 марта 2003 года.
В процессе разработки самолёта было принято решение заменить французский двигатель Snecma Larzac 04-30 на российский АЛ-55И, разработанный на основе АЛ-55.
В 2005 году с «НПО „Сатурн“» был подписан контракт на разработку, поставку и лицензионное производство двигателя АЛ-55И. Основные опытно-конструкторские работы были завершены в августе 2010 года. В Индии осуществляется организация лицензионного производства АЛ-55И. До начала производства в Индии небольшие партии двигателей для HJT-36 закупаются у «НПО „Сатурн“».
Первый полёт HJT-36, оснащенного российским двигателем АЛ-55И, состоялся 9 мая 2009 года. После начала серийного производства планируется производить по 20 самолётов в год. Всего на вооружении Индии планируется принять от 200 до 250 HJT-36.

## Конструкция
В HJT-36 используются легкие сплавы и композиты, он имеет традиционную конструкцию низкоплана со стреловидностью передней кромки 18° и размахом крыла 9,8 м. Самолет оснащен гидравлически убирающимся шасси трехопорного типа. Одноколесные основные колеса убираются внутрь планера, а сдвоенные носовые колеса убираются вперед. Около четверти  сменных агрегатов самолета являются общими для него и учебно-тренировочного версии истребителя HAL Tejas. Кабина HJT-36 имеет традиционную для учебно-боевых самолетов двухместную тандемную конфигурацию: пилот-стажер находится впереди, а инструктор - на приподнятом сиденье сзади. Беспереплетный фонарь обеспечивает обоим пилотам хороший круговой обзор. На прототипе и первой серии самолета использовались легкие катапультные кресла «Звезда К-26ЛТ» российского производства. Однако их планируется заменить сиденьями Martin-Baker Mk.16 IN16S из-за роста цен на первые.
Учебно-тренировочный самолет имеет полностью остекленную кабину и компоновку аналогичную боевым самолетам нынешнего 4-го поколения. Он использует интегрированную цифровую систему авионики от GE Aviation Systems. Проекционный дисплей и транспондер производятся компанией Elbit Systems. 
Самолет имеет пять внешних точек подвески для тренировки управления вооружением. Под фюзеляжем имеется одна центральная точка подвески, а под каждым крылом - по две  подвески управляемого ракетно-бомбового и пушечного вооружения. Максимальная боевая загрузка составляет 1000 кг.

## Тактико-технические характеристики

### Технические характеристики
- Экипаж: 2 человека[1]
- Длина: 10,91 м
- Размах крыла: 9,8 м
- Высота: 4,13 м
- Площадь крыла:
- Масса пустого:
- Нормальная взлетная масса: 4250 кг
- Максимальная взлетная масса: 5400 кг
- Объём топливных баков: 1150 л
- Двигатель: 1 × ТРДД «Сатурн» АЛ-55И
  - Тяга максимальная: 1 × 1760 кгс[6]

### Лётные характеристики
- Максимальная скорость: 750 км/ч
- Практическая дальность:
- Продолжительность полёта: 3,0 ч
- Практический потолок: 9000 м
- Нагрузка на крыло:
- Тяговооружённость:
- Максимальная эксплуатационная перегрузка: +7,0/-2,5 g

### Вооружение
- Пушечное:
- Точки подвески: 5 (по 2 под каждой консолью и 1 центральнофюзеляжный)
- Боевая нагрузка: 1000 кг различного вооружения

## На вооружении
Индия:
- ВВС Индии — 16 HJT-36 Sitara, по состоянию на 2013 год[7]
- Пилотажная группа Surya Kiran